# Sarah Lafleur
Sarah Lafleur (* 27. Januar 1980) ist eine kanadische Schauspielerin und Synchronsprecherin.

## Leben
Lafleur begann Mitte der 1990er Jahre als Teenagerin mit ersten Tätigkeiten als Synchronsprecherin. Unter anderen sprach sie von 1995 bis 2000 verschiedene Charaktere im Anime Sailor Moon und einigen dazugehörigen Kinofilmen. Ende der 1990er Jahre erhielt sie erste Episodenrollen in verschiedenen Fernsehserien. Ihr Filmdebüt gab sie 2000 im Fernsehfilm Die Liebesschule der Mrs. X. 2001 stellte sie im Fernsehfilm Jackie, Ethel, Joan: The Women of Camelot die historische Rolle der Marilyn Monroe dar. Im Folgejahr mimte sie die Rolle der Sarah Philips im Horrorfilm Terminal Invasion. 2007 verkörperte sie mit der Rolle des Wildlife Officers Emma Warner im Tierhorrorfilm Lake Placid 2 ihre erste Hauptrolle. Von 2008 bis 2009 war sie in insgesamt 16 Episoden der Fernsehserie Alles Betty! in der Rolle der Molly zu sehen. Während ihrer Laufbahn als Schauspielerin stellte sie in verschiedenen, namhaften Fernsehserien Episodenrollen dar.

## Filmografie (Auswahl)
- 1998: PSI Factor – Es geschieht jeden Tag (PSI Factor – Chronicles of the Paranormal, Fernsehserie, Episode 3x04)
- 1998–2004: History Bites (Fernsehserie, 5 Episoden, verschiedene Rollen)
- 1999: Total Recall 2070 (Fernsehserie, Episode 1x17)
- 2000: Traders (Fernsehserie, Episode 5x10)
- 2000: Die Liebesschule der Mrs. X (Sex & Mrs. X, Fernsehfilm)
- 2000: Jett Jackson (Fernsehserie, Episode 2x26)
- 2000: Vergänglicher Ruhm – Die Monkees Story (Daydream Believers: The Monkees' Story, Fernsehfilm)
- 2000: Who Killed Atlanta's Children? (Fernsehfilm)
- 2000: Wind at My Back (Fernsehserie, Episode 5x02)
- 2000: The City (Fernsehserie, 2 Episoden)
- 2000–2001: Mission Erde – Sie sind unter uns (Earth: Final Conflict, Fernsehserie, 2 Episoden, verschiedene Rollen)
- 2001: Jackie, Ethel, Joan: The Women of Camelot (Fernsehfilm)
- 2001: Zweimal im Leben (Twice in a Lifetime, Fernsehserie, Episode 2x20)
- 2001: You Might Be the Youngest (Kurzfilm)
- 2002: Sieh dich nicht um (Pretend You Don't See Her, Fernsehfilm)
- 2002: Blocked
- 2002: Terminal Invasion (Fernsehfilm)
- 2002: Master Spy: The Robert Hanssen Story (Fernsehfilm)
- 2002: The Eleventh Hour (Fernsehserie, Episode 1x05)
- 2003: Sue Thomas: F.B.I. (Sue Thomas: F.B.Eye, Fernsehserie, Episode 2x01)
- 2003: Playmakers (Fernsehserie, 3 Episoden)
- 2004: Darf ich bitten? (Shall We Dance?)
- 2005: CSI: NY (Fernsehserie, Episode 1x14)
- 2005: Night Stalker (Fernsehserie, Episode 1x01)
- 2005: Sex, Love & Secrets (Fernsehserie, 2 Episoden)
- 2006: The Unit – Eine Frage der Ehre (The Unit, Fernsehserie, Episode 1x06)
- 2006: Grey’s Anatomy (Fernsehserie, Episode 2x24)
- 2006: Our Thirties (Fernsehkurzfilm)
- 2007: Without a Trace – Spurlos verschwunden (Without a Trace, Fernsehserie, Episode 5x13)
- 2007: Crossing Jordan – Pathologin mit Profil (Crossing Jordan, Fernsehserie, Episode 6x14)
- 2007: Lake Placid 2 (Fernsehfilm)
- 2008: The Mentalist (Fernsehserie, Episode 1x10)
- 2008: Untitled Victoria Pile Project (Fernsehfilm)
- 2008–2009: Alles Betty! (Ugly Betty, Fernsehserie, 16 Episoden)
- 2010: Taylor Warren (Kurzfilm)
- 2011: Prime Suspect (Fernsehserie, Episode 1x07)
- 2011: Rizzoli & Isles (Fernsehserie, Episode 2x13)
- 2014: CSI: Vegas (CSI: Crime Scene Investigation, Fernsehserie, Episode 14x16)
- 2014: Major Crimes (Fernsehserie, Episode 3x16)
- 2015: Criminal Minds (Fernsehserie, Episode 10x14)
- 2015: Navy CIS: L.A. (NCIS: Los Angeles, Fernsehserie, Episode 7x07)
- 2015: Bones – Die Knochenjägerin (Bones, Fernsehserie, Episode 11x09)

## Synchronisation (Auswahl)
- 1994: Sailor Moon – Movie 2: Schneeprinzessin Kaguya (Gekijô-ban - Bishôjo senshi Sêrâ Mûn S/劇場版美少女戦士セーラームーンS, Zeichentrickfilm)
- 1995: Sailor Moon – Movie 3: Reise ins Land der Träume (Bishôjo senshi Sêrâ Mûn super S: Sêrâ 9 senshi shûketsu! Burakku dorîmu hôru no kiseki/美少女戦士セーラームーン SuperS セーラー9戦士集結! ブラック・ドリーム・ホールの奇跡, Zeichentrickfilm)
- 1995–2000: Sailor Moon (Bishōjo Senshi Sērā Mūn/美少女戦士セーラームーン, Zeichentrickserie, 41 Episoden)
- 1996: Landlock (ランドロック, Zeichentrickfilm)
- 1999: M.U.G.E.N (Videospiel)
- 2000: Card Captor Sakura (Kādo Kyaputā Sakura/カードキャプターさくら, Zeichentrickserie)
- 2001: Devil May Cry (Videospiel)
- 2005: Viewtiful Joe: Battle Carnival (Videospiel)